# Cantarella
Cantarella (japanisch カンタレラ) ist ein Manga von You Higuri aus den Jahren 2001 bis 2010. Das Werk bearbeitet die Geschichte des jungen Cesare Borgia und ergänzt sie um übernatürliche Elemente. Hauptaugenmerk liegt dabei auf der Dreiecksbeziehung zwischen Cesare, seiner Schwester Lucrezia und seinem besten Freund Chiaro (alias Michelotto). Das Werk ist in die Genres Shōjo und Historischer Manga einzuordnen.

## Handlung
Kardinal Rodrigo Borgia verspricht dem Teufel die Seele seines Sohnes Cesare, wenn er zum Papst gewählt wird. Da Cesares Mutter bei der Geburt stirbt, kommt er zu einer Pflegefamilie, wo auch seine Halbgeschwister Lucrezia, Juan und Jofre Borgia leben. In der Nähe seiner neuen Mutter Vanozza di Catanei schwinden die Dämonen, die den Jungen sonst umschwirren. So verbringt er eine relativ glückliche Kindheit, einzig die ständigen Sticheleien seines Halbbruders Juan stören sein Glück.
Doch dann wird Vannozza von Kardinal Rodrigo gezwungen zu heiraten, und die Kinder müssen fort von ihr. Unter anderem wird Lucrezia von Cesare, den sie liebt, getrennt. Cesare trifft auf Michelotto, einen berühmten und als skrupellos bekannten Mörder, der ihn umbringen soll. Doch zögert er, den Jungen zu töten, und Cesare bemerkt, dass dieser dieselbe Wirkung auf ihn hat wie Vanozza.
Einige Jahre später wird sein Vater tatsächlich Papst, nennt sich nun Alexander VI. Bald ernennt er Cesare erst zum Bischof, dann zum Kardinal. Doch dieser ist unzufrieden, versteht nicht, warum sein Bruder Juan und nicht er den Oberbefehl über die päpstliche Armee erhalten hat. Immer tiefer webt er sein Netz aus Intrigen und Morden, um die Macht des Papstes zu sichern.

## Veröffentlichungen
Der Manga erschien in Japan von 2001 bis 2010 im Manga-Magazin Princess Gold bei Akita Shoten. Im Juli 2005 wurde die Serie unterbrochen, damit die Autorin an anderen Projekten arbeiten konnte, und im September 2009 wieder aufgenommen. Die Kapitel wurden auch in zwölf Sammelbänden veröffentlicht. 
Auf Deutsch wurden die Bände von März 2004 bis März 2011 vom Carlsen Verlag veröffentlicht. Die Übersetzung stammt von Satoshi Yamada. Eine englische Übersetzung erschien bei Go! Comi, eine französische bei Asuka Comics. Palma Press veröffentlichte eine russische Fassung, Free Books eine italienische. 

## Hintergrund zum Titel
Im Manga ist Cantarella das Gift, das sich im Blut Cesares befindet. Wer mit seinem Blut in Berührung kommt, stirbt. Tatsächlich ist Cantarella eine pflanzliche Arsenverbindung, die schon im Mittelalter als Gift verwendet wurde. So ist es bei der Verabreichung des Giftes egal, wie es in den Körper kommt, und es hat auch keinen starken Eigengeschmack. Gerne genutzt wurde Cantarella in der Renaissance; viele Mächtige bedienten sich dieses Giftes, um Gegner auszuschalten, besonders aber durch seine Anwendung bei den Borgia (etwa Alexander VI.) kam es in den berüchtigten Ruf als „Borgia-Gift“.

## Rezeption
Der päpstliche Machtkampf und die korrupten Eliten des Italien der Renaissance böten eine solide Young-Adult-Geschichte, so Jason Thompson. Auch attraktive Charaktere, insbesondere der Antiheld und Bishōnen Cesare Borgia, und authentisch wirkende Hintergründe würden geboten. Doch die Zeichnungen ließen Tiefe vermissen und die Action sei oft undurchsichtig. So wirke die Geschichte, als würde das Können der Künstlerin ihr nicht gerecht werden, sei aber dennoch spannend. Die Zeichnerin werfe durch die Einbindung übernatürlicher Elemente einen neuen, ungewöhnlichen Blick auf das Leben Borgias und dessen charakterliche Entwicklung, so die deutsche Zeitschrift MangasZene.